# 여름의 환상
〈여름의 환상〉(일본어: 夏の幻 나츠노마보로시[*])는 가넷 크로우의 다섯 번째 싱글이다. 2000년 10월 25일 기자 스튜디오에서 발매되었다. 3개월 연속 싱글 발매의 두 번째 작품이다. 이 곡의 다른 버전으로 〈여름의 환상 (secret arrange ver.)〉이 존재한다. 첫 번째 앨범인 《first soundscope ~물이 없는 맑게 개인 바다에~》와 베스트 앨범 《Best》에 수록되어 있다.

## 수록곡
- 전체 작사: 아즈키 나나, 전체 작곡: 나카무라 유리, 편곡: 후루이 히로히토

CD 싱글
1. 여름의 환상(夏の幻) (3:57)
2. hi-speed 스페셜 oneday(hi-speed スペシャル oneday) (4:20)
3. 여름의 환상 (instrumental)

## 타이업
- TV 애니메이션 《명탐정 코난》 열 번째 닫는 곡(#1)
- 소년 선데이 전원 응모 서비스 비디오 《명탐정 코난: 코난VS키드VS야이바 보검 쟁탈 대결전!》 닫는 곡 (#1)

| TV 애니메이션 《명탐정 코난》 닫는 곡 2000년 8월 28일 (205화) ~ 2000년 12월 18일 (218화) |                             |                                           |
| 이전 곡: 쿠라키 마이 〈Secret of my heart〉                                              | 가넷 크로우 〈여름의 환상〉 | 다음 곡: 쿠라키 마이 〈Start in my life〉 |